# Wolfgang Paul
Wolfgang Paul (10 tháng 8 năm 1913 - 7 tháng 12 năm 1993) là nhà vật lý Đức, người đồng phát triển bẫy ion. Ông đã chia sẻ một nửa Giải Nobel Vật lý năm 1989 cho công việc này cùng với Hans Georg Dehmelt; nửa kia của giải thưởng năm đó đã được trao cho Norman Foster Ramsey.
Wolfgang Paul sinh vào ngày 10 tháng 8 năm 1913 tại Lorenzkirch, Đức. Ông lớn lên tại München, nơi cha của ông là giáo sư hóa học dược phẩm. Sau vài năm đầu tiên học tại Đại học Kỹ thuật München, ông đã chuyển qua Đại học Kỹ thuật Berlin vào năm 1934, nơi ông đã hoàn thành bằng Diplom vào năm 1937 ở nhóm Hans Geiger. Ông theo học thầy hướng dẫn nghiên cứu sinh tiến sĩ ông Hans Kopfermann đến Đại học Kiel và sau khi gia nhập không quân, ông đã bảo vệ xong luận án tiến sĩ năm 1940 tại Đại học Kỹ thuật Berlin. Trong nhiều năm, ông đã làm giảng viên tư tại Đại học Göttingen với Hans Kopfermann. Ông trở thành giáo sư Vật lý thực nghiệm tại Đại học Bonn và tiếp tục ở đó từ năm 1952 đến năm 1993. Trong hai năm kể từ năm 1965 đến 1967 ông là giám đốc của Phòng Vật lý hạt nhân tại CERN.